# JK Maag Tartu
Le Jalgpalliklubi Maag Tartu est un club estonien de football basé à Tartu, existant de 1987 à 2006.

## Historique
Le club est fondé en 1987 sous le nom de Leivakimbonaat Tartu. Il prend en 1990 le nom de JK Merkuur Tartu et participe à la Meistriliiga (première division estonienne) dès 1992. Le club est relégué en deuxième division en 1994.
Après avoir acheté la licence de la réserve du FC Levadia Tallinn, le Merkuur Tartu revient dans l'élite pour la saison 2004, terminant à la cinquième place ce qui est le meilleur classement de l'histoire du club. La saison 2006, dans laquelle le club est renommé JK Maag Tartu, est sanctionnée d'une cinquième place en championnat et d'une demi-finale de Coupe d'Estonie. Le JK Maag Tartu fusionne ensuite avec le JK Tammeka Tartu pour former le JK Maag Tammeka Tartu, . La fusion est abandonnée en 2009

## Logo du club

JK Merkuur Tartu
JK Maag Tartu